# التعليم في ألمانيا

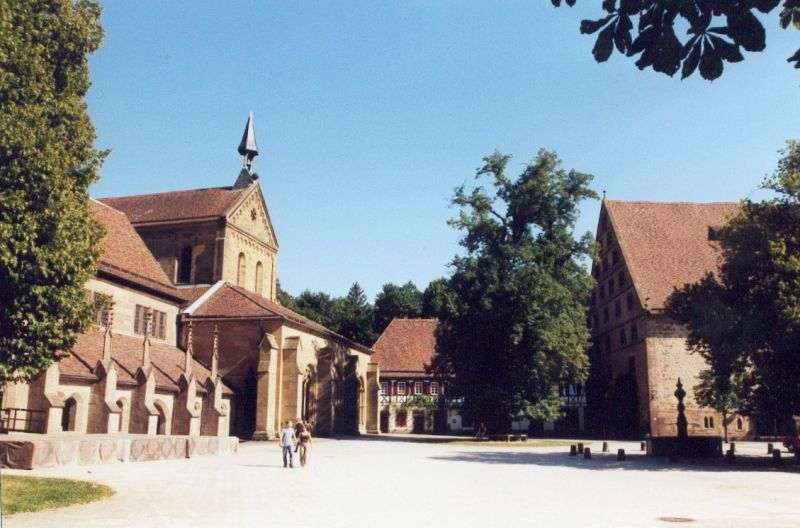
The Evangelical Seminaries of Maulbronn and Blaubeuren (picture showing church and courtyard) form a combined Gymnasium and مدرسة داخلية

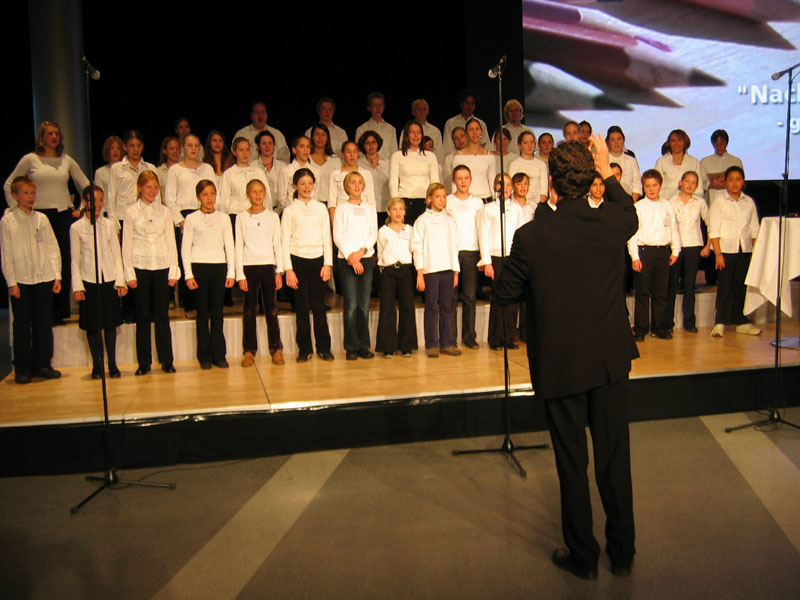
The choir of the Carl-von-Ossietzky-Gymnasium

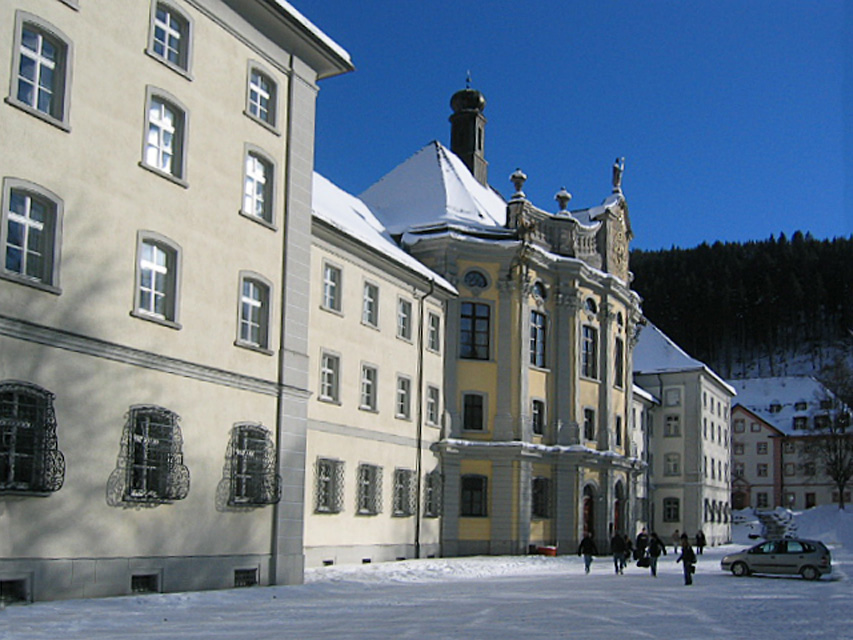
The Kolleg St. Blasien resides in a former Benedictine monastery

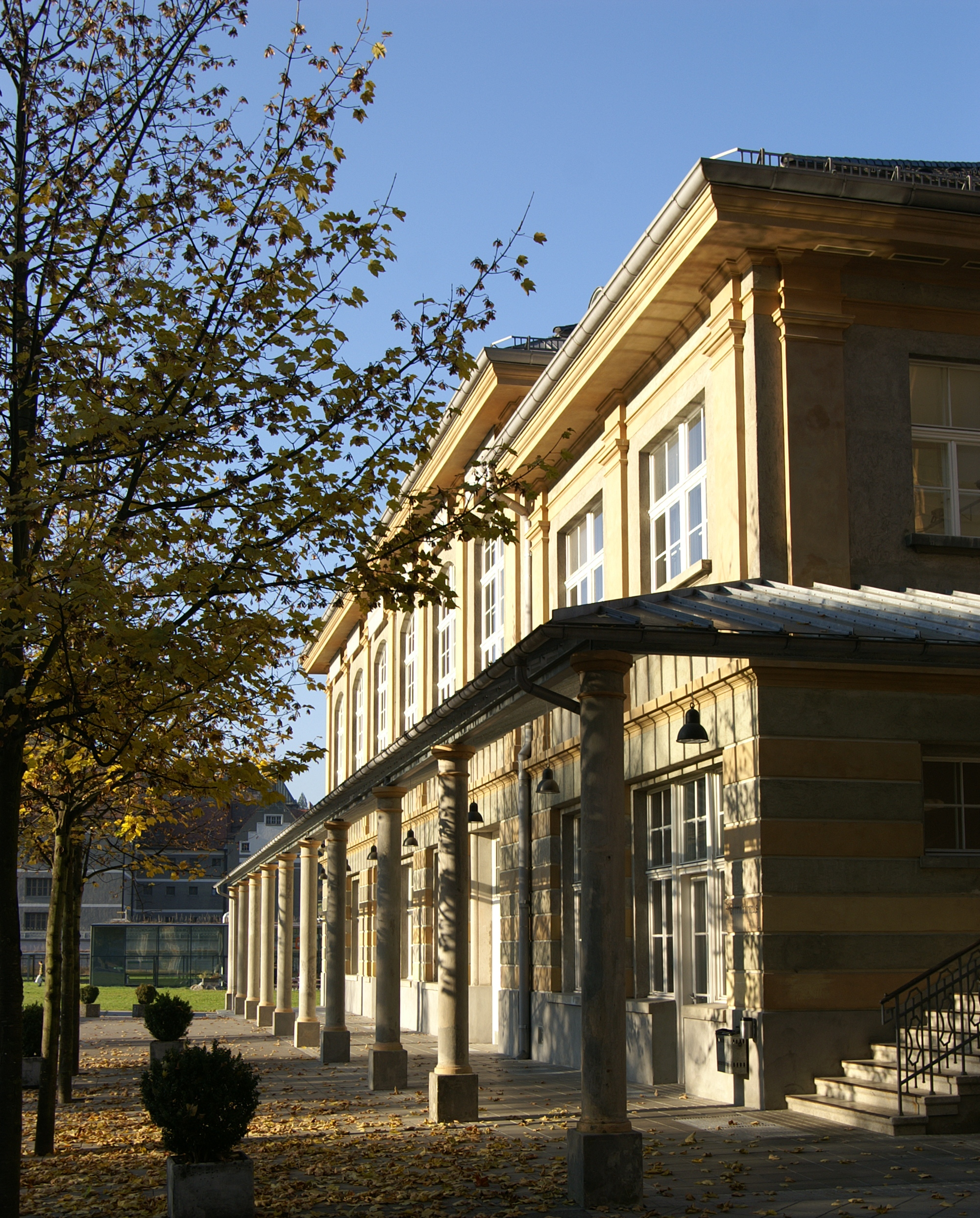
Stella Matutina in Feldkirch

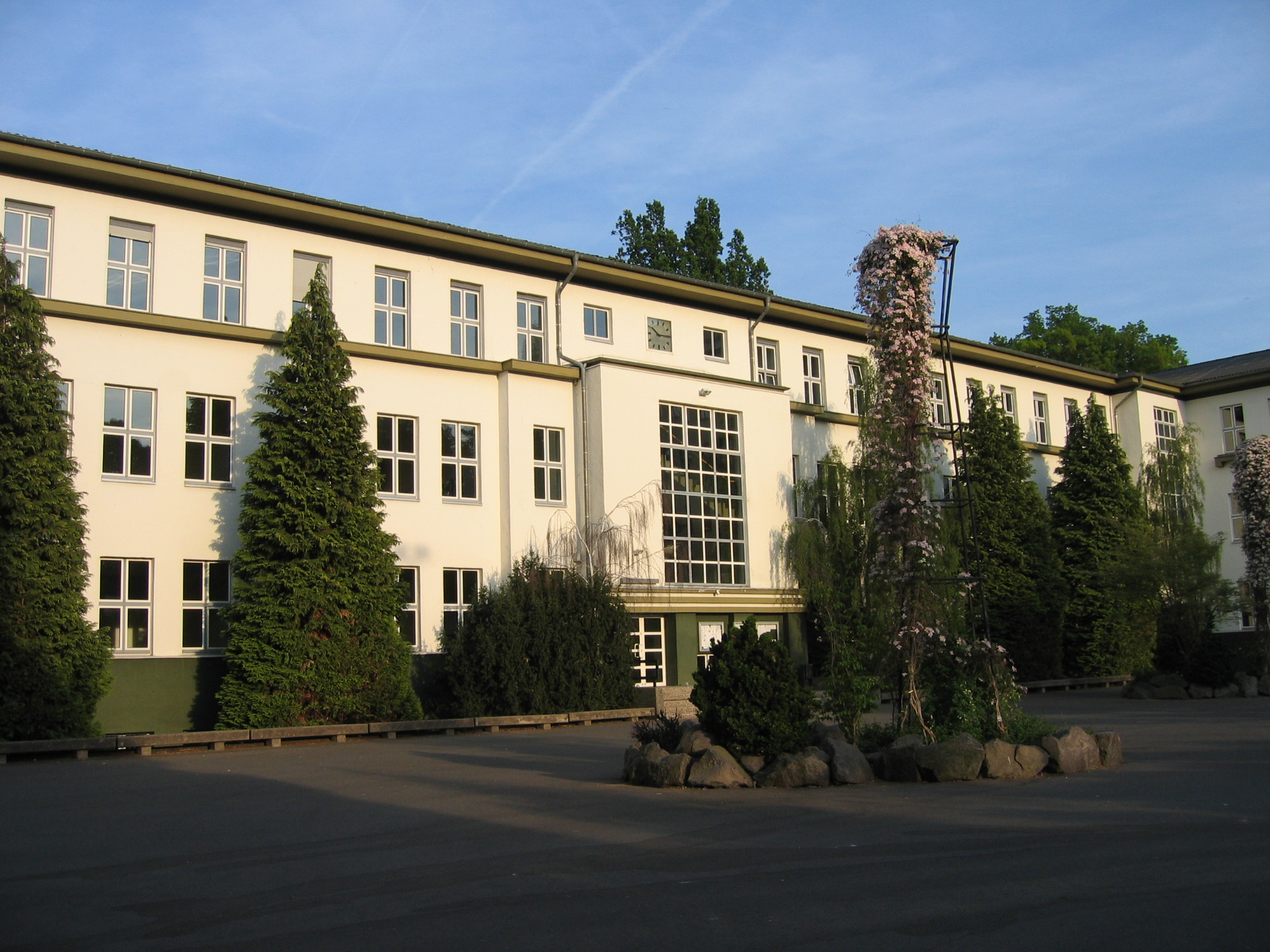
The Aloisiuskolleg

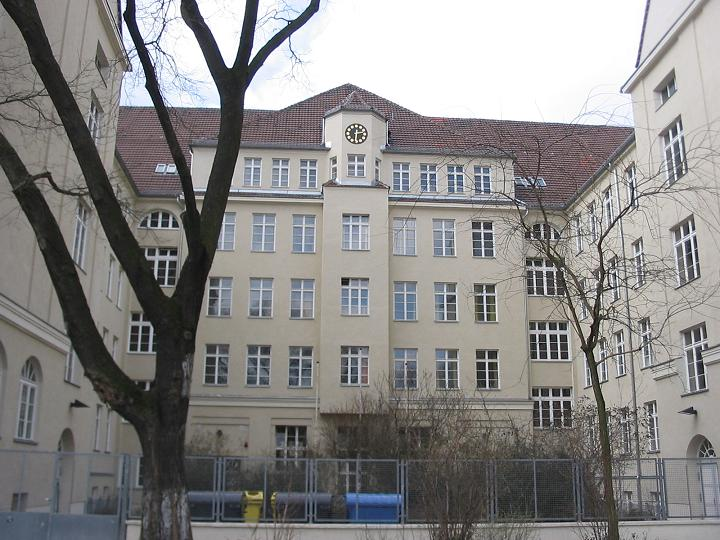
The Rütli School, Berlin-Neukölln is believed to be one of Germany's worst schools. It has become a symbol of violence, despair and unequal opportunities

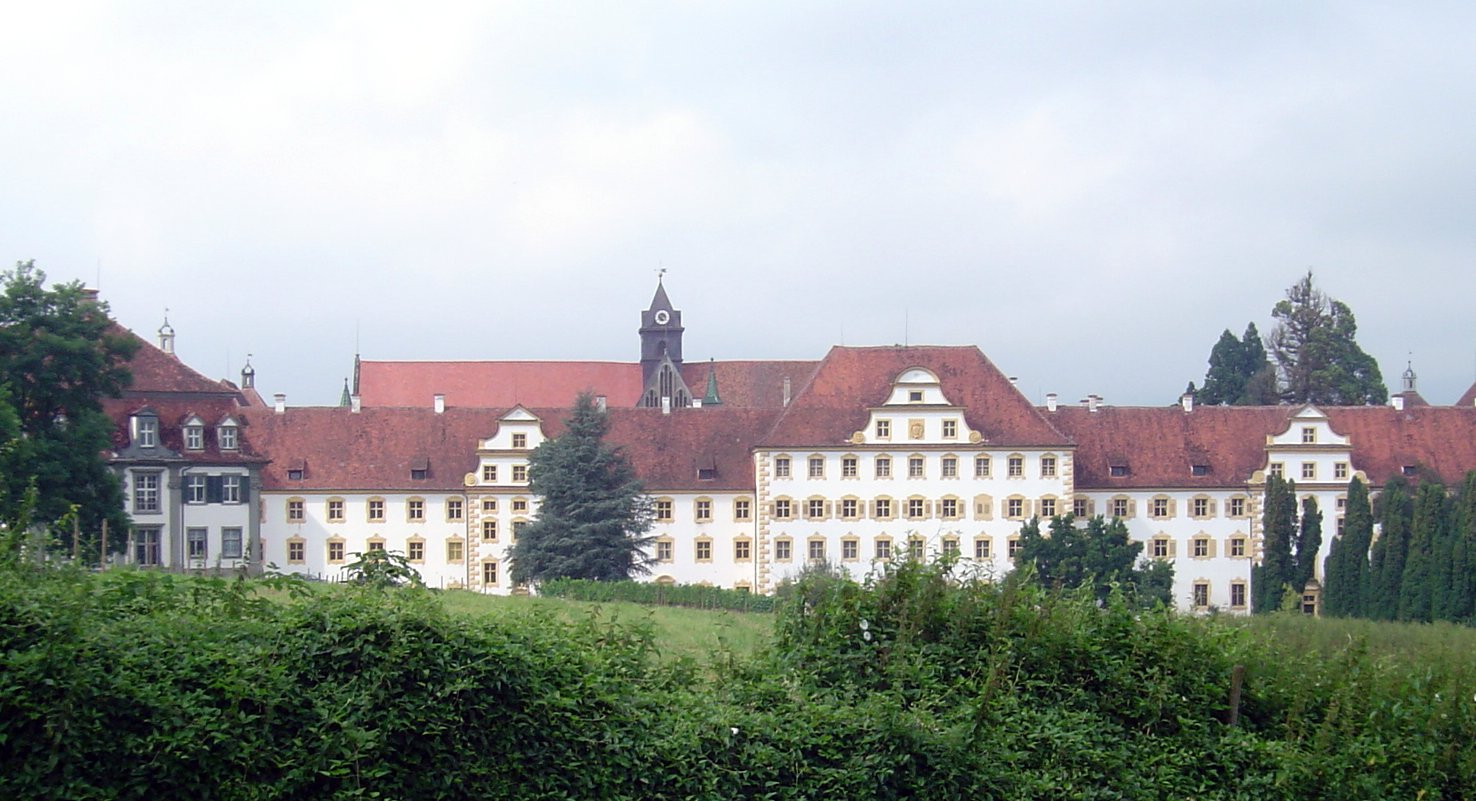
The Schule Schloss Salem is considered as one of the most prestigious elite schools in Germany, but many think schools like this serve only the rich.

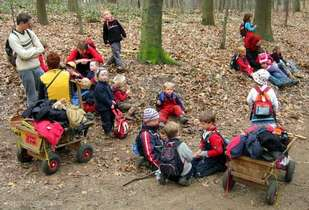
A forest kindergarten in دوسلدورف

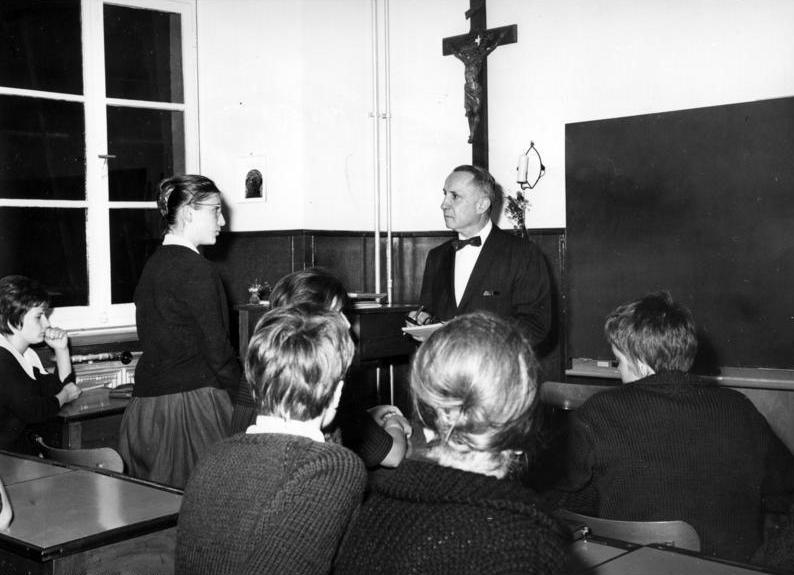
A pupil standing up to answer the teacher's question in 1961. On the wall the Christian cross can be seen. This was common in a classroom at that time

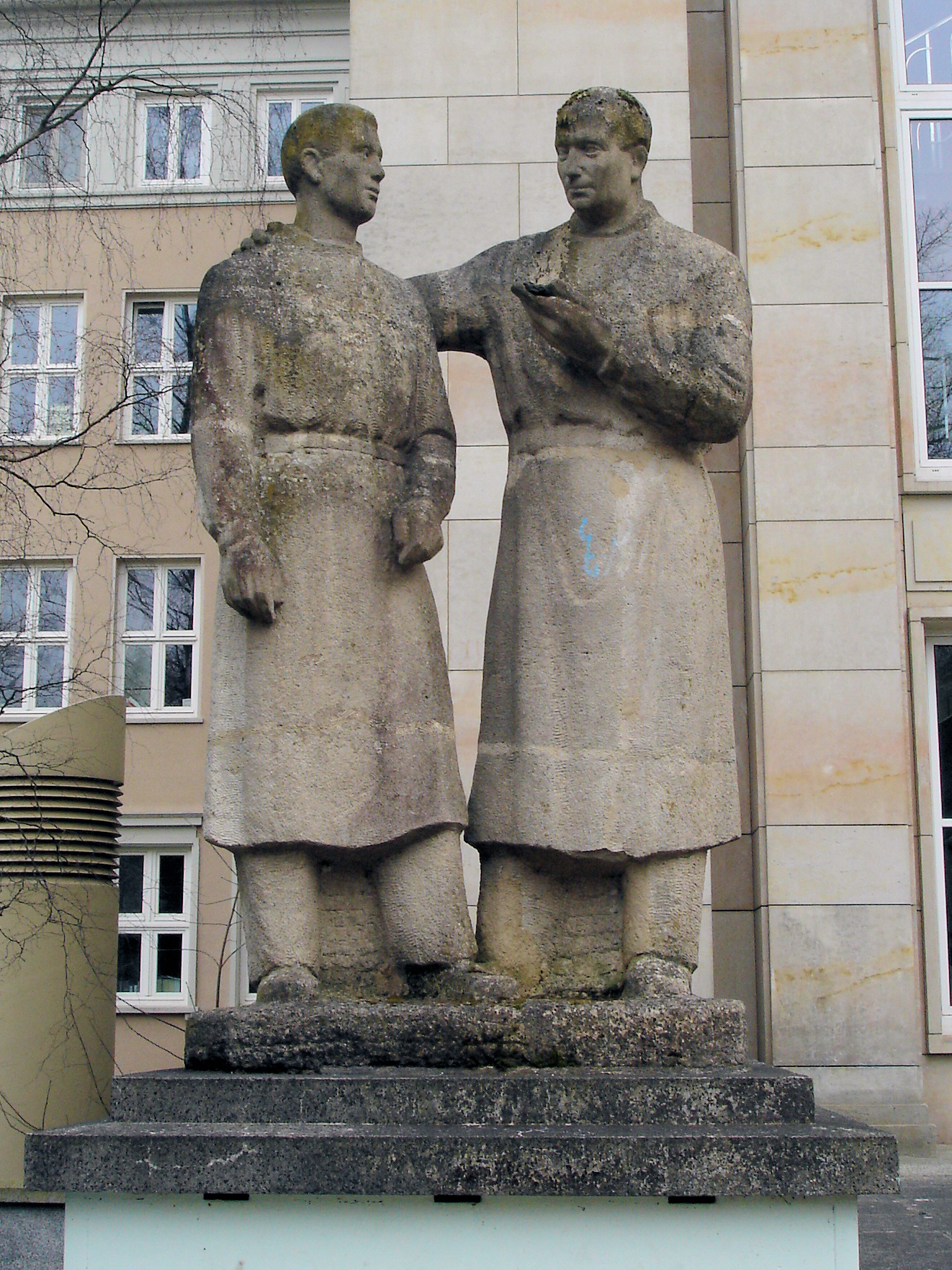
The monument in Rostock depicting a teacher and a student honours teachers

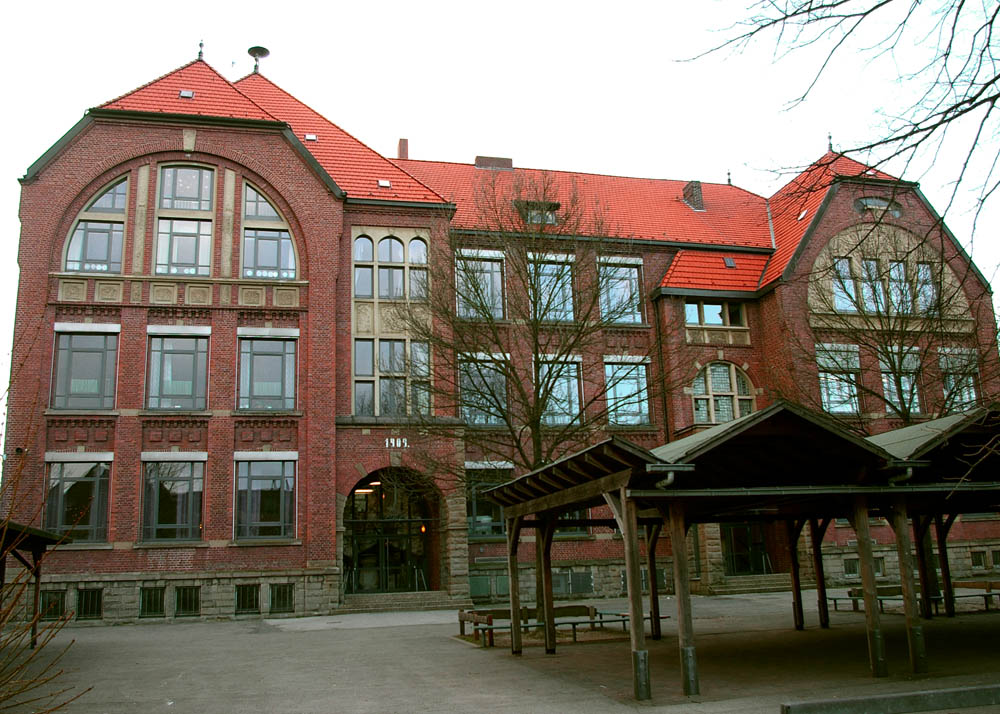
The Witten-Annen Freiligrathschule, a Hauptschule

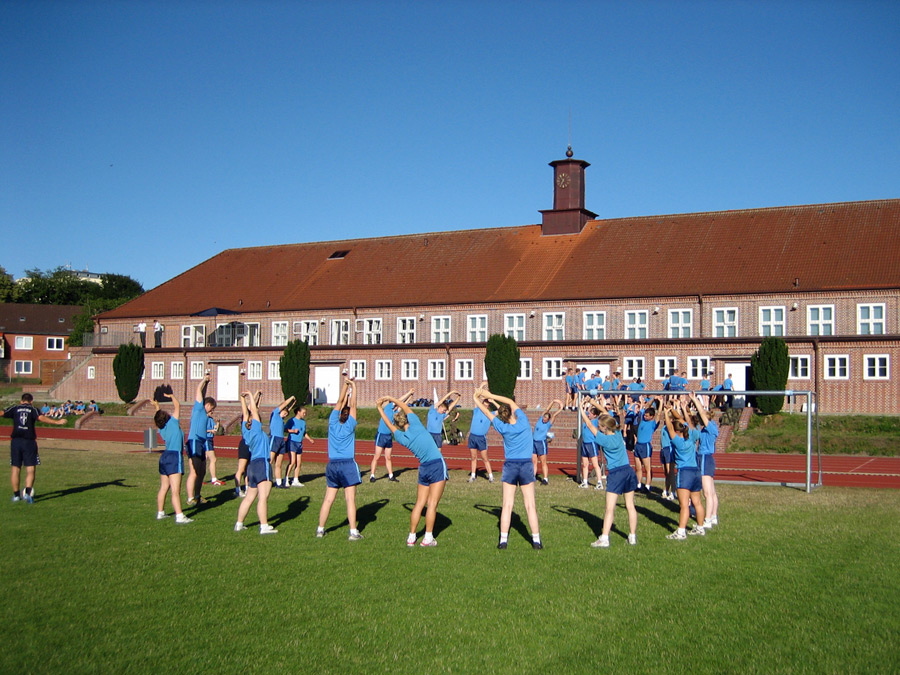
Cadets of the German Navy taking exercises in front of one of the gyms of Germany's naval officers school, the Marineschule Mürwik

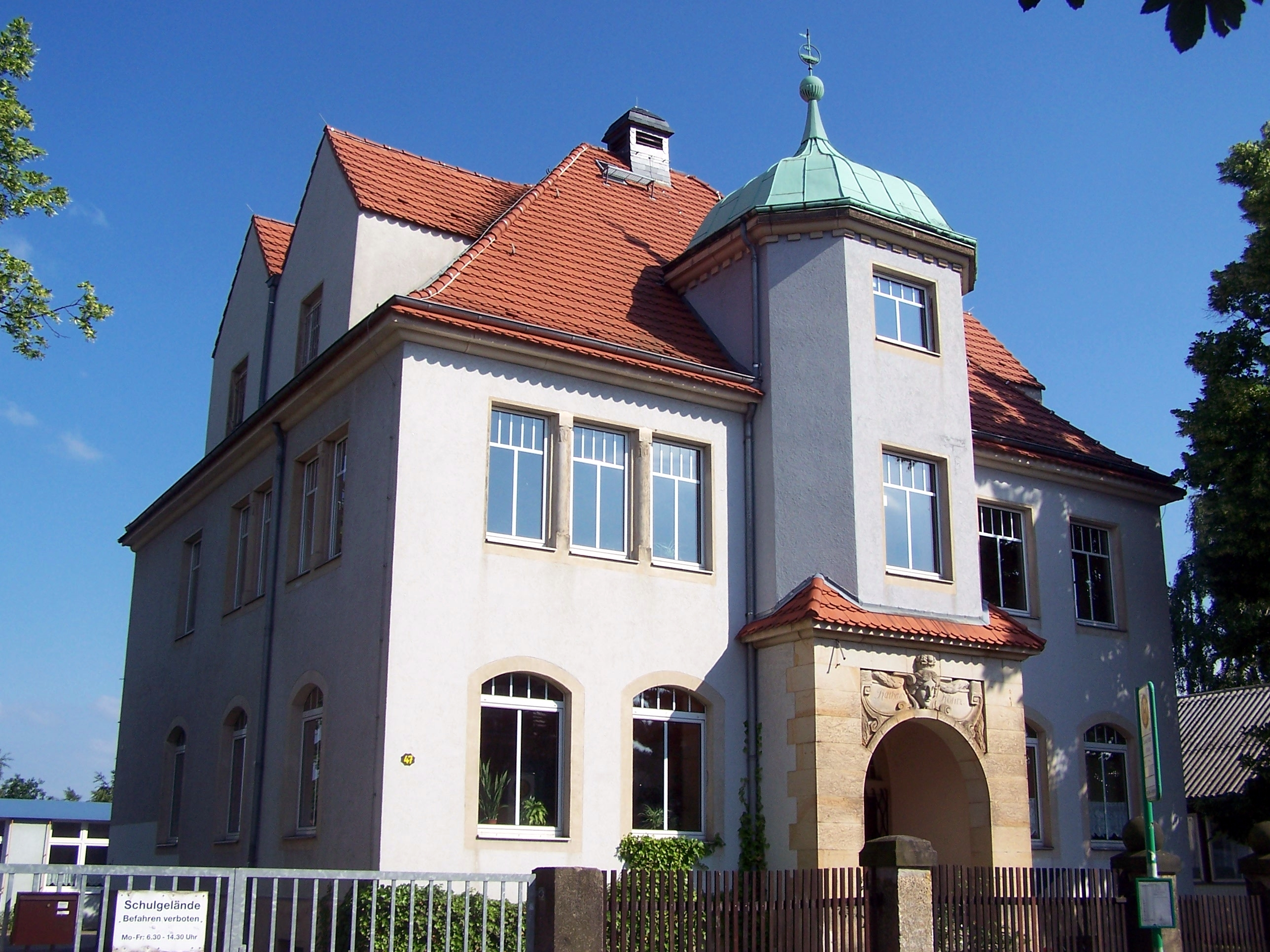
A special school for children with special emotional needs in Kötitz, Germany

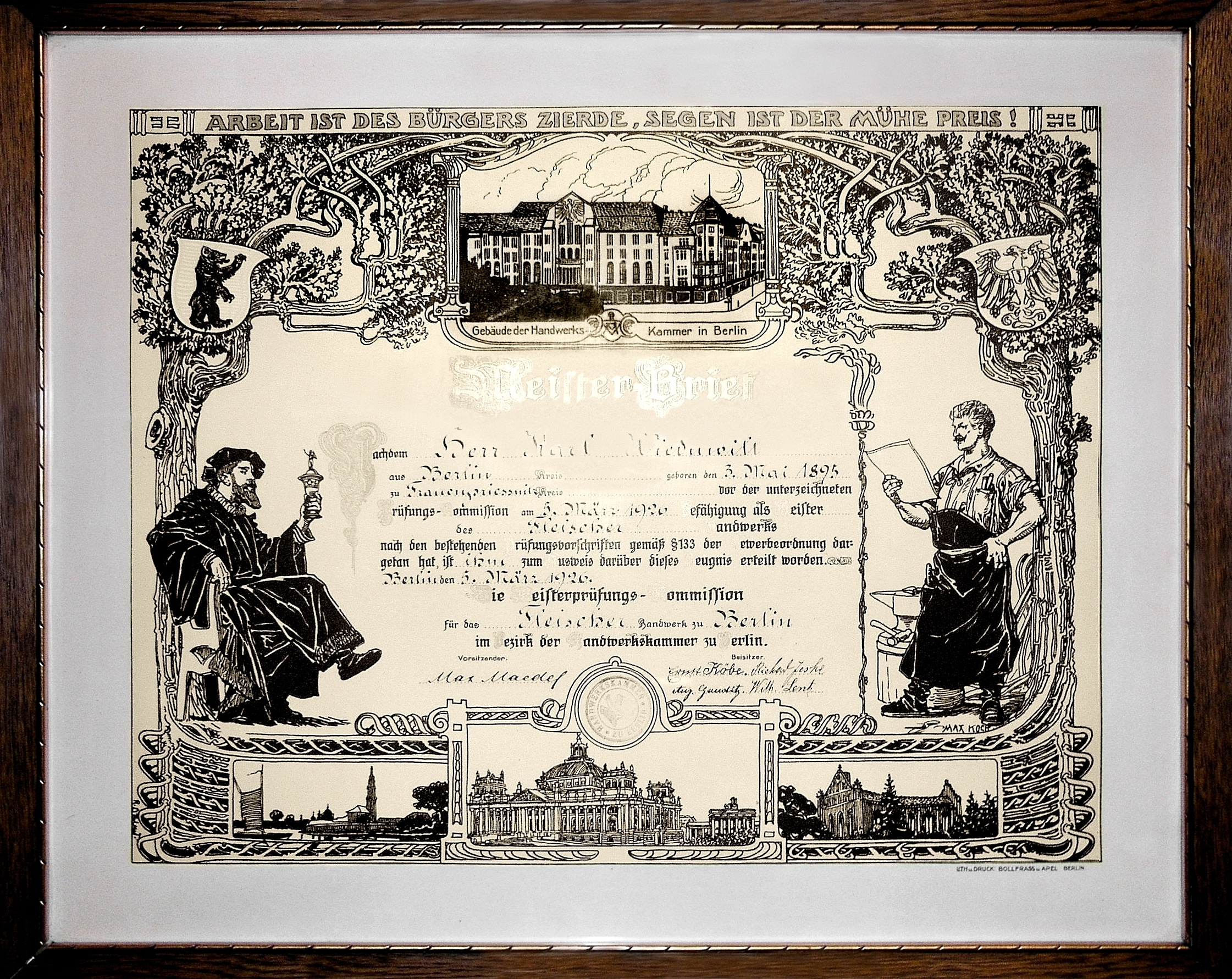
A Meisterbrief (master craftsman's certificate) from the Berliner Handwerkskammer (Berlin chamber of handicrafts), the motto on the certificate reads "Work is the ennoblement of the citizen; boon will be the reward for his labour

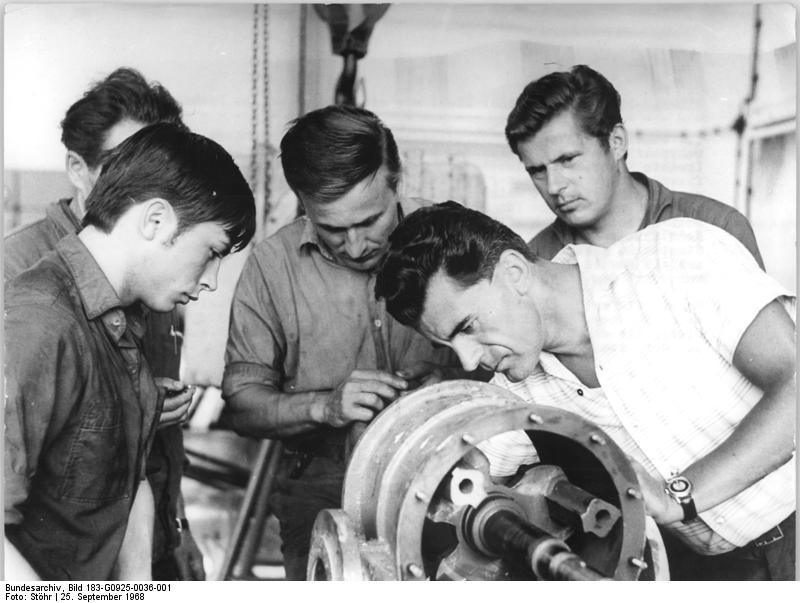
A master discusses a vacuum compressor with his apprentice and several other craftspersons

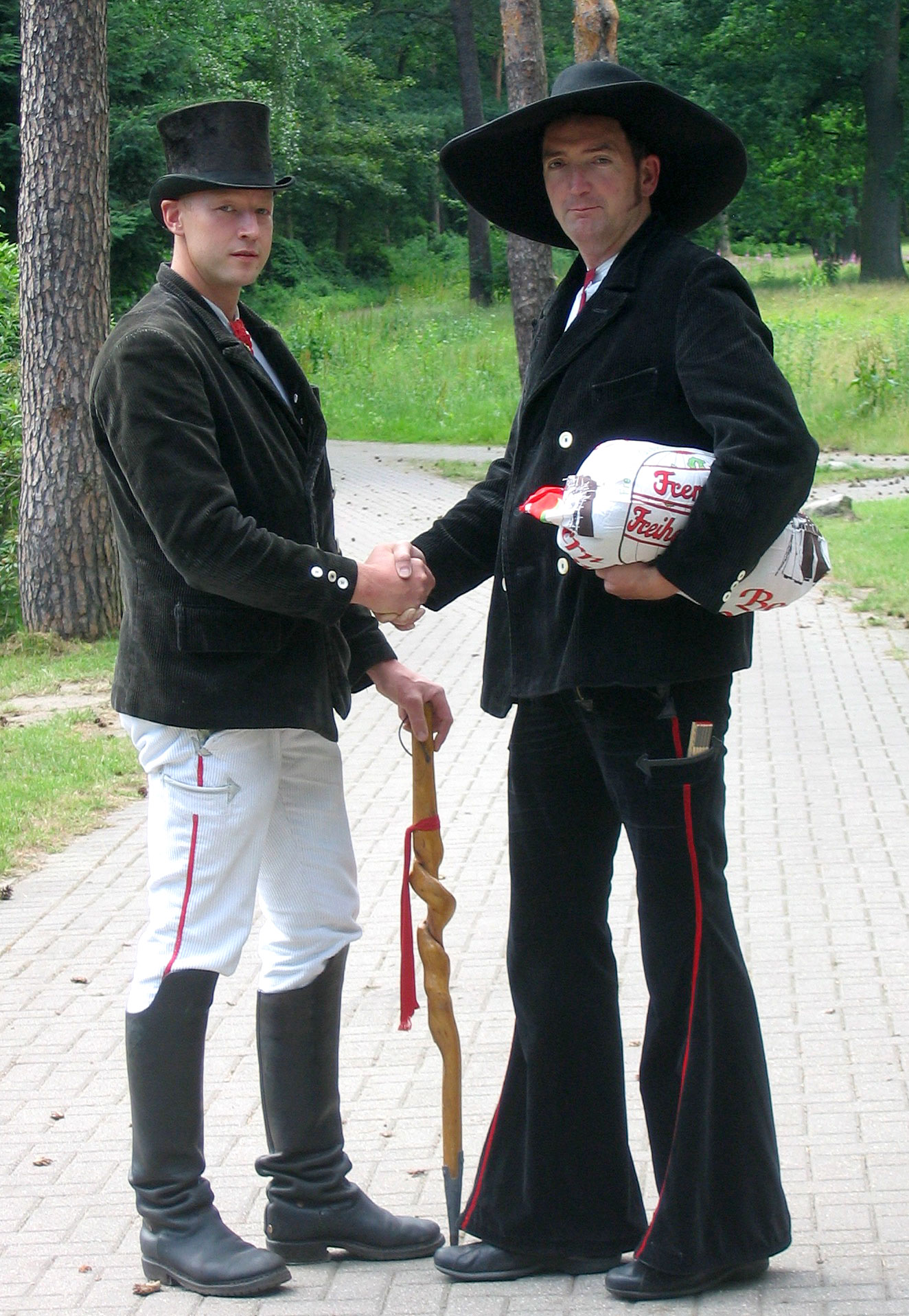
Journeyman in traditional costume

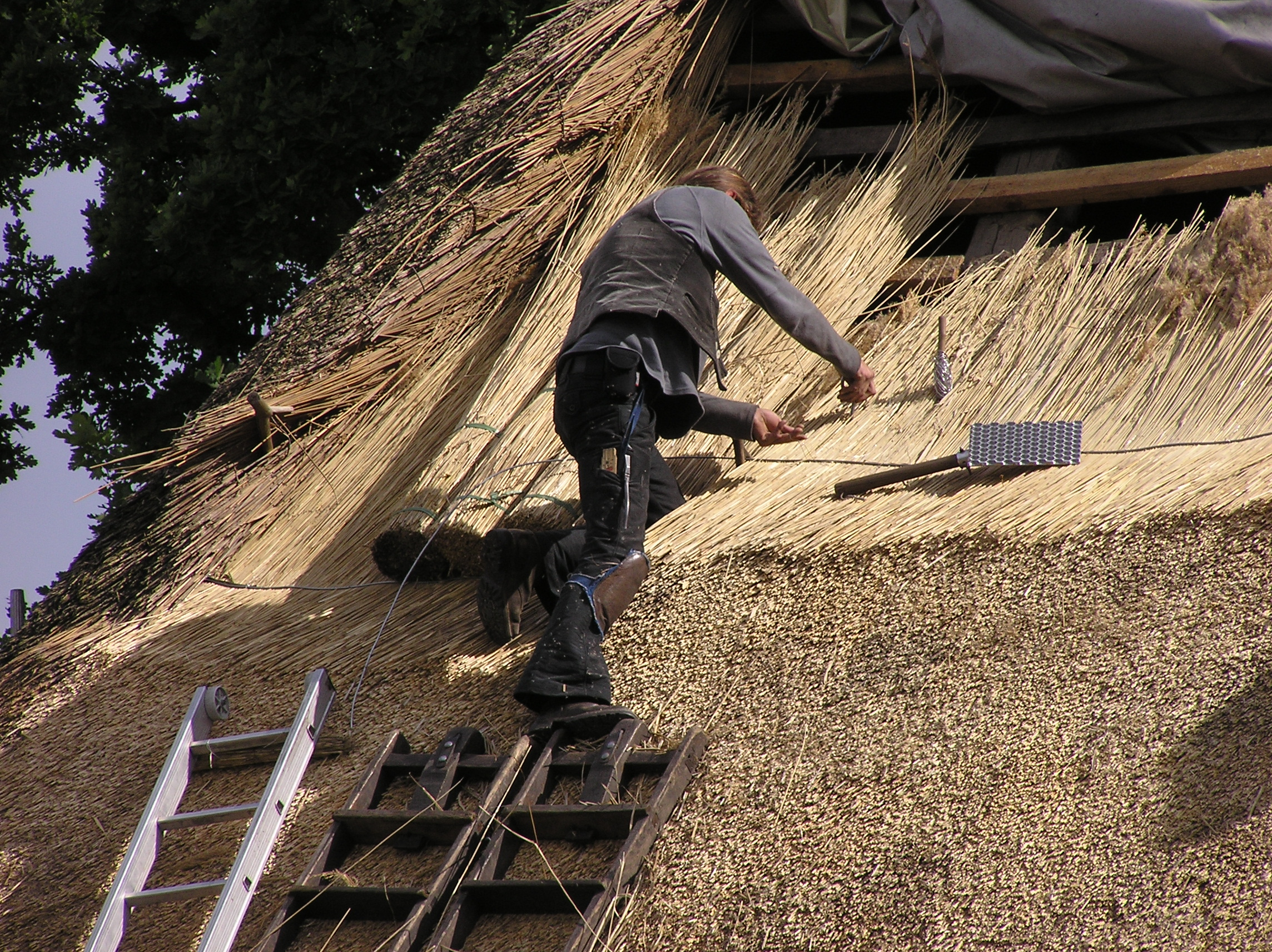
A German roofer thatching a roof with reeds (he is wearing the traditional waistcoat and trousers of a craftsman)

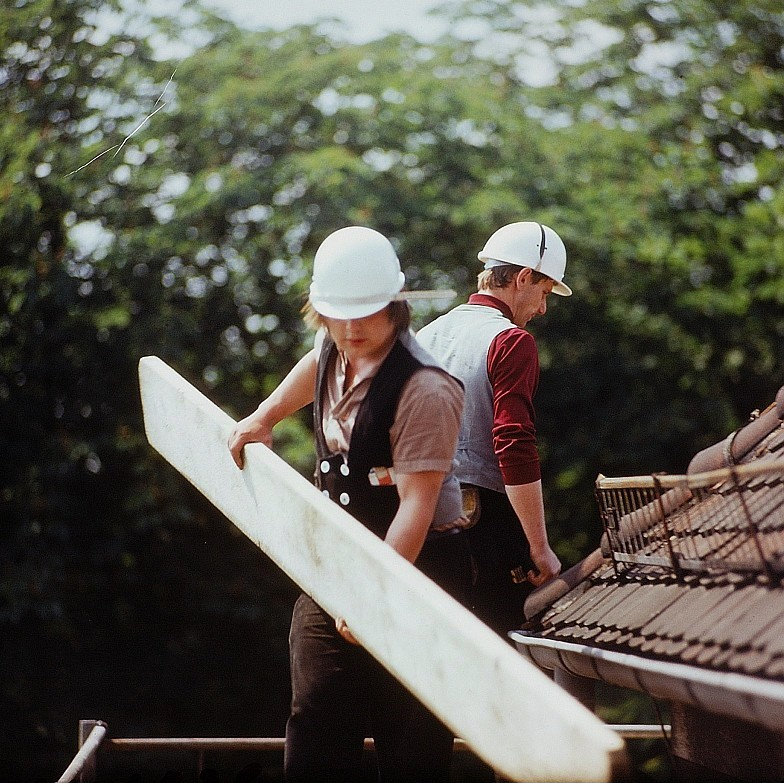
Carpentry is one of the trades considered a craft in Germany

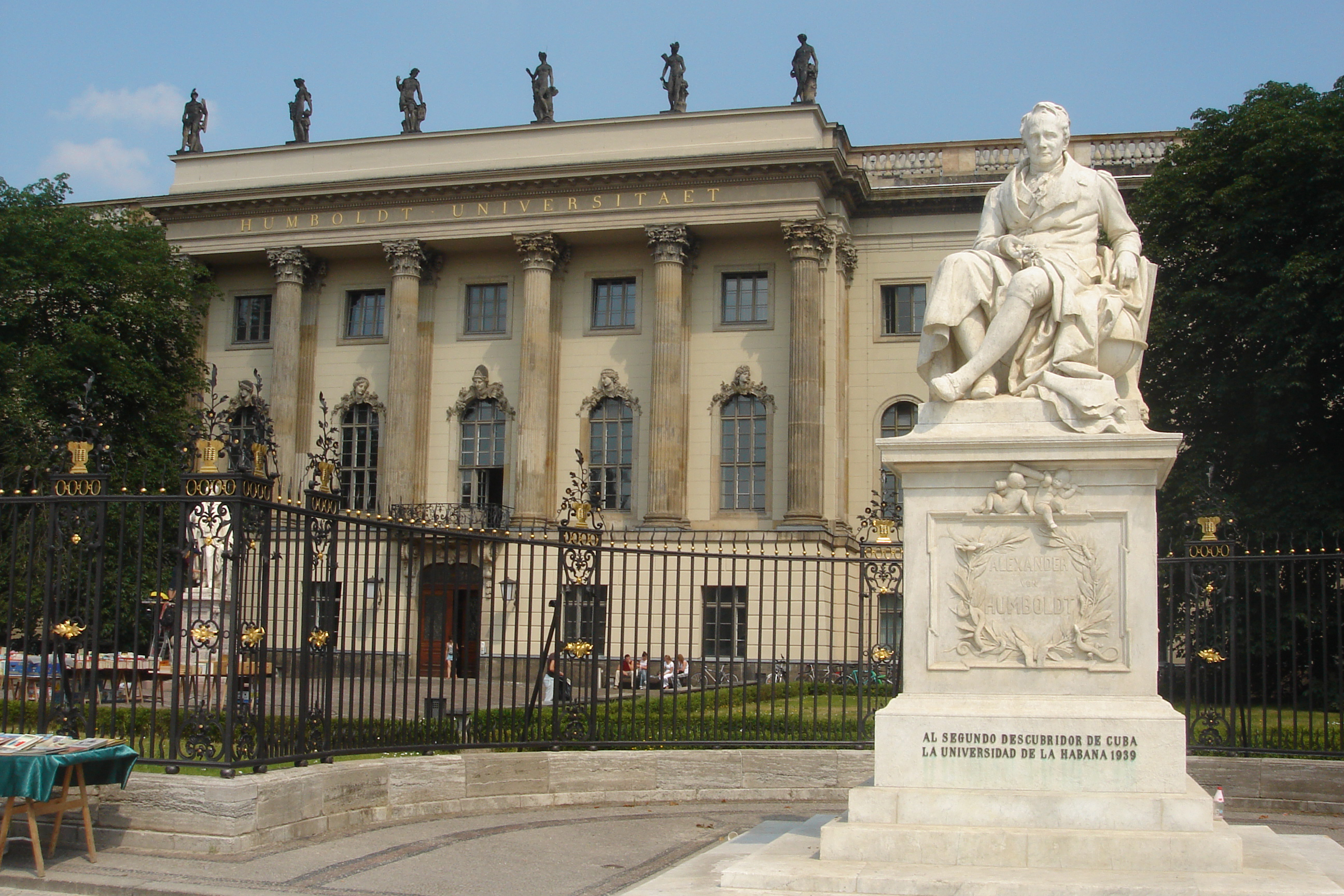
جامعة هومبولدت في برلين هي أول جامعة عصرية في العالم.

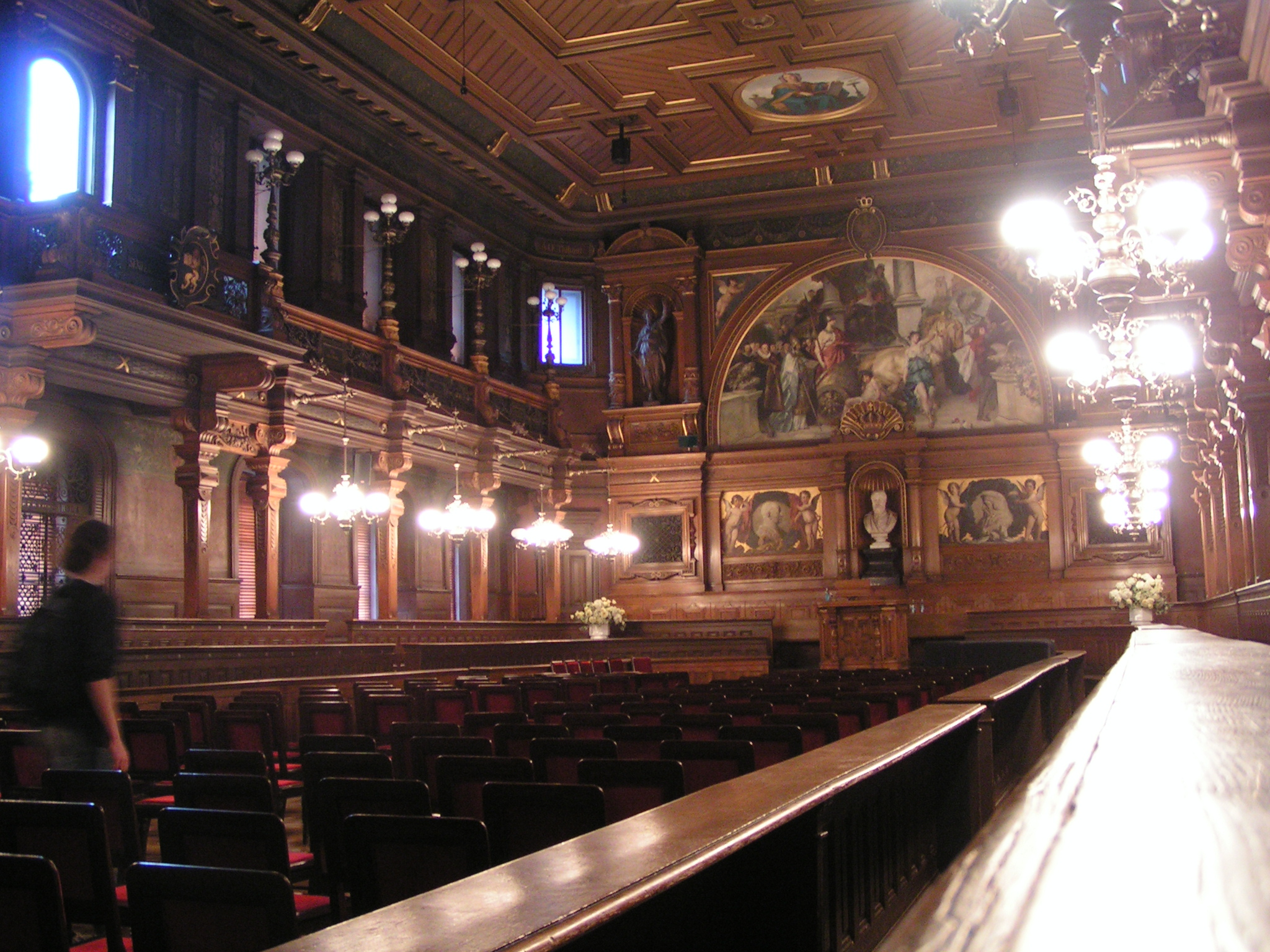
جامعة هايدلبرغ هي أقدم جامعة في ألمانيا.

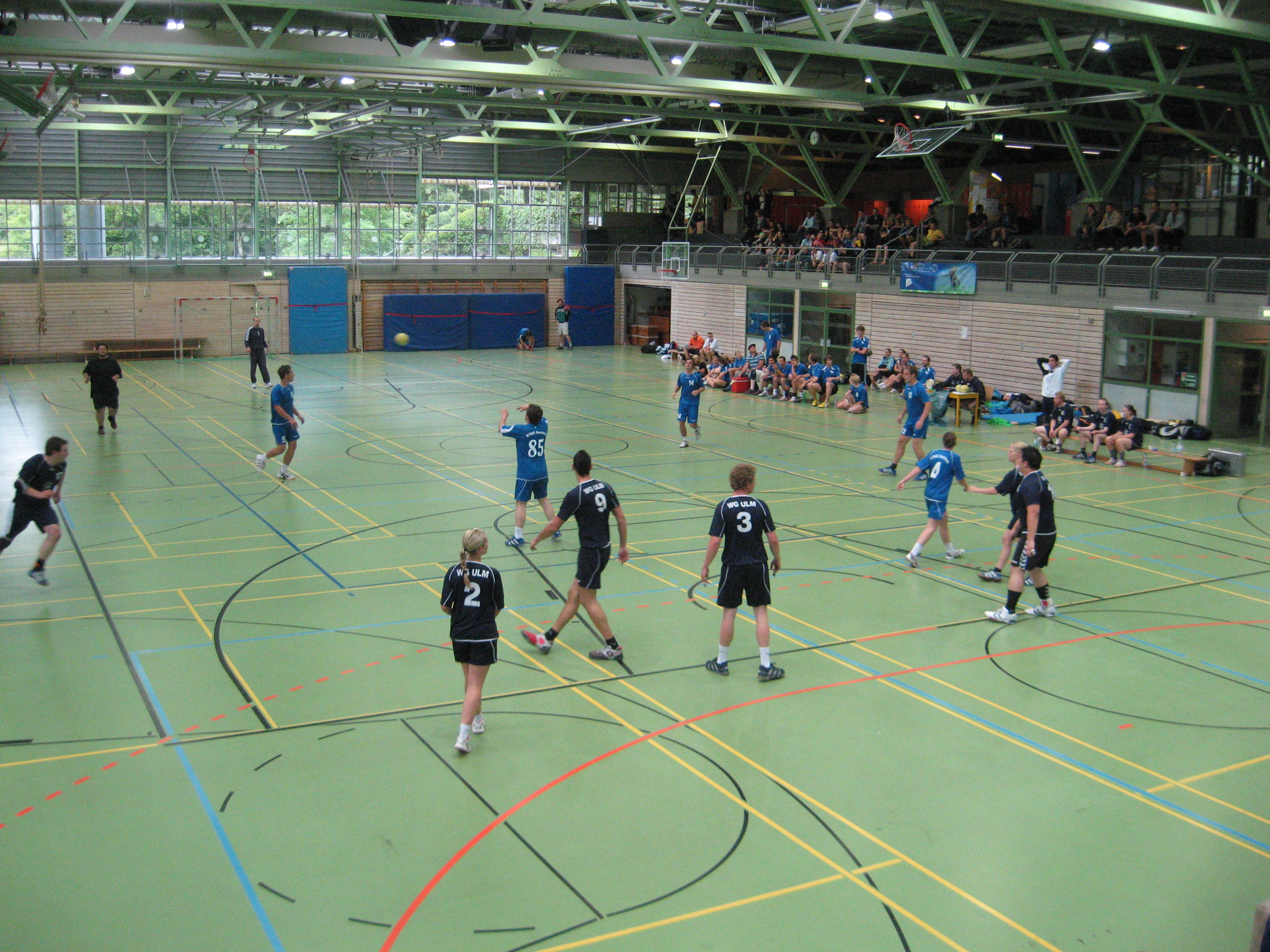
Handball-Mixed-Tournament at the 4th Eurokonstantia, the international sports tournament at the university sports centre in Konstanz in 2009

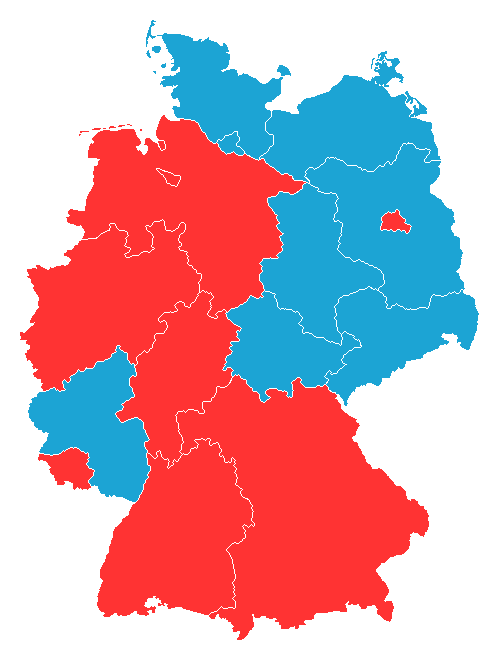
الولايات الألمانية التي منعت الأستاذات والمعلمات من ارتداء الحجاب (مُثلت بالأحمر)

ظلّت ألمانيا مقسمة إلى دولتين، هما ألمانيا الغربية أو ألمانيا الاتحادية وألمانيا الشرقية أو ألمانيا الديموقراطية، ولكنها تجاوزت هذه المحنة في نوفمبر 1990 عندما تم توحيد الألمانيتين.
وسواء كانت هذه التوقعات حقيقية أو مبالغا فيها، فإن التجربة الألمانية في انتقالها السلمي من الانقسام إلى التوحيد الكامل – وفي انتقالها من الدمار الشامل والخراب الاقتصادي شبه الكامل بعد الحرب العالمية الثانية عام 1945, إلى حالة النمو ثم النهضة خلال عقود معدودة. هذه التجربة تعطي مؤشرات مهمة عن نمط الشخصية القومية الألمانية، المحركة للتغيير وقيادته وتوجيهه في ظل الظروف بالغة الصعوبة، كما أن ذلك يضيف إلى هذه الشخصية سمات إيجابية جديدة، تغاير تلك السمات التي أتمت بها في فترات تاريخية سابقة، سواء خلال الربع الريخ الثالث أو قبله، فقد كانت إمبراطورية تتألف من 360 دويلة، حتى إن وسط ألمانيا وغربها كانا عبارة عن فسيفساء سياسية، وتضم دويلات صغيرة جدا، وتتألف الواحدة منها من دويقة أو قصر أو مدينة أو إمارة كنسية.
واقتران تقسيم ألمانيا لمنطقتين، وبالصراع بين – الشرق والغرب وانقسام أوروبا – واندماج كل قسم في كتلة من الكتلتين المختلفتين في القيم والأهداف.
وقد تحول موقع ألمانيا – المركزي التاريخي إلى موقع هامشي مزدوج، وإذا تطابقت الحدود بين الألمانيتين.

## العوامل الاقتصادية
كان إنشاء جامعة هالي سنة 1694, وجامعة غوتنغن سنة 1837 ثم إنشاء جامعة برلين سنة 1809, وتحطيمها للمفاهيم القديمة للجامعة، حيث لم تعد الدراسة الجامعية مجرد نظرية ميتافيزيقية بعيدة عن الحياة، بل صارت دراسة حية، تجعل من الجامعة جزءا من الحياة، لا برجا عاجيا معزولا عنها، ومن ثم ضمت الجامعة – إلى كليتها التقليدية – الكليات التكنولوجية والطب والهندسة والزراعة والصيدلة.
ولقد كانت القوى العاملة المدربة، التي أخرجها النظام التعليمي الألماني – قبل الحرب – إلى عالم العمل. كان لها دور كبير في التخلص من الخراب الاقتصادي، وتحقيق النمو خلال عدة عقود، حتى إن ألمانيا عُدّت من بين أكبر عشر دول صناعية في العالم رغم كونها فقيرة نوعا في المواد الخام، كما اعتبرت ألمانيا الغربية إحدى الدول الصناعية الرائدة في العالم. وكانت أهم العوامل التي ساعدت في هذا الإنجاز الاقتصادي، المهارات التكنولوجية والإدارية في الصناعة، وقيام الجامعات ومعاهد التعليم العالي، بتوفير التعليم والتدريب المناسبين لهذا الإنجاز.
وألمانيا الموحدة (1990), دولة ذات اقتصاد مختلط وتغرس المدرسة في الأطفال منذ نعومة أظافرهم عادات حب العمل وأخلاقيته بقوة. وتتعاون الحكومة الألمانية مع المؤسسات الصناعية وغيرها من برامج المشورة والمهنية مبكرا (سن 15 – 16 سنة), حتى يتعرف الطلاب على الحاجات والمهارات والمستوى المعرفي، الذي يجب إحرازه، من أجل الوصول إلى هدف وظيفي أو مهني مُعيّن.

## العوامل الفكرية والاجتماعية
بلورت اللغة والأفكار كثيرا من التصورات حول المجتمع الألماني وأفراده ومن خلال آراء المفكرين والأدباء الألمان.
اللغة الألمانية أو الجرمانية تعد، في الحقيقة، مزيجا من لغات مختلفة، اختلطت عناصرها مع اللغة السكونية، مشكلة لغة جديدة تضم عدد لهجات مثل الفزيانية Firsian والألمانية Alomannic والبافارية Bavarian والهيسيانسة Hessian.

### العوامل الدينية
يدين معظم سكان ألمانيا (75 منهم) بالمذهب البروتستاني أو المذهب الكاثوليكي (37 % تقريبا بروتستانت، و 35 % تقريبا كاتوليك).
ويتركز المذهب البروتستانتي في شمال ألمانيا، أما الكاثوليكي فيتركز في الجنوب. أما باقي النسبة (أكثر من 25 %) فهم لا يدينون، أو يهود أو مسلمون. وكان يوجد في ألمانيا قبل الحرب ما يقرب من 180000 يهودي. يوجد منهم الآن ما يقرب من 30000 يهودي، وكان تركز اليهود – في ألمانيا – في مدينة برلين.
وقد قام دعاة الإصلاح البروتستانتي بالدعوة إلى إصلاح المدارس والجامعات، كمدخل لإصلاح المجتمع والحياة الألمانية، وحيث كانوا يتوقعون أن يخصص جزء من دخل الكنيسة (الأملاك الكنسية), لتمويل إنشاء مدارس جديدة.
وقد استمرت عملية الإصلاح البروتستانتي في مجال التعليم، فقد جاهد البروتستاني في مجال التعليم، فقد جاهد لوثر ملانكتبون لإصلاح ما فسده، فناشد لوثر – في رسالته إلى العُمَد الألمان (السلطات المحلية) – عام 1524 القيام بإنشاء المدراس. وفي عام 1530 تخطى زمانه بكثير، فاقتُرح أن يكون التعليم إجباريا، وأن يتم توفيره للأطفال، على نفقة الدولة.
ونظم التربية في ألمانيا يعكس الطابع القومي تماما، وكتابات هانز – في هذا الصدد – تعطي نموزجا جيدا، لتاثير عوامل القومية علي النظام التعليمي، فبعد معاهدات تيلسيت عام 1807, فقدت ألمانيا استقلالها السياسي، وقسمت إلى كثير من الولايات الإقطاعية وفي ظل الحكم الفرنسي النايليوني، وصارت أرض الراين امتدادا لفرنسا وتحت التشريع الفرنسي، وبدا وكأن ألمانيا لن تفقد استقلالها السياسي فقط، بل وتراثها الثقافي ووحدتها القومية.
وهكذا كان للشعور القومي، وإيقاظ الكبرياء القومية، وتعزيز سمو القومية الألمانية على كافة قوميات العالم، والمطالبة بنظام تعليمي قومي لجميع الألمان، من العوامل المساعدة في بناء ألمانيا العظمى.
ومن الملاحظ أنه، بعد الحرب العالمية الثانية وانقسام الدولة الألمانية إلى دولتين، كان هناك نوع من التركيز على المبادئ السياسية التي تدرس في المدراس في نوفمبر 1989, وفتح الحدود بين الألمانيتين – سقط أيضا النظام التعليمي الاشتراكي، وخضع لنوع من التغير الثوري ويمكن القول إن القطر الموحد الجددي، سرعان ما تبني الشكل الحكومي، والسياسات والإيدولوجية المميزة لألمانيا الغربية، كما امتد التفضيل إلى سياسات وعمليات النظام التعليمي، الذي كان قائما في ألمانيا الغربية. (*)
يبلغ عدد المدارس في ألمانيا أكثر من 52400 مدرسة يتعلم فيها أكثر من 12.2 مليون تلميذ، ويعلم فيها على ما يزيد على 772600 معلم، ويمنح القانون الأساسي كل شخص الحق في أن ينمي شخصيته بحرية كاملة وأن يختار بملء حريته المدرسة والمؤسسة التدريبية والمهنية التي تتناسب مع ميوله وكفاءاته. وهدف السياسة التعليمية هو تمكين كل فرد من الحصول على التشجيع الأمثل والتعليم التأهيلي الذي يتناسب مع اهتماماته. وبما أن ألمانيا دولة صناعية فقيرة بالمواد الخام، فهي مضطرة إلى الاعتماد على الأيدي العاملة الفنية المؤهلة تأهيلاً جيداً. لذلك توظف في ألمانيا مبالغ كبيرة من الأموال في مجال التعليم. في عام 1994 أنفقت الجهات الحكومية وحدها 151.9 مليار مارك على التعليم المدرسي والجامعي بما في ذلك المنح المدرسية والمساعدات المالية التي تقدمها الحكومة للطلاب. وتنص المادة السابعة من القانون الأساسي على أن التعليم المدرسي بكامله يخضع لإشراف الدولة. واستناداً إلى البنية الفيدرالية لجمهورية ألمانيا فإن الصلاحيات في مجال التعليم موزعة بين الاتحاد والولايات. غير أن الولايات تتمتع بالجزء الأكبر من الصلاحيات فيما يتعلق بإدارة الشؤون التعليمية ووضع التشريعات الناظمة لها. وتلتزم الولايات بقواعد محددة تتعلق بالتعليم الإلزامي والأشكال التنظيمية والاعتراف بالشهادات والوثائق المدرسية وما شابه ذلك. كما أن المؤتمر الدائم لوزراء التعليم في الولايات الألمانية اتخذ عدداً من القرارات التكميلية التي تنص على الاعتراف بالشهادات والوثائق الصادرة عن مختلف المدارس العامة والمهنية في جميع الولايات، وتحقق مزيداً من التقارب بين مناهج التعليم والشؤون المدرسية، ومنها مثلاً، تنظيم المرحلة الثانوية وتحقيق مستوى موحد في اختبارات الشهادة الثانوية، والاعتراف المتبادل بالشهادات المدرسية التي تكفل القدر اللازم من التماثل في النظام المدرسي. ولقد أدى التعاون بين الولايات في إطار مؤتمر وزراء التعليم إلى تحقيق تطورات موحدة أو متشابهة في مجالات أخرى من الشؤون المدرسية.

## التاريخ
يمكن تناول التطور التاريخي لنظام التعليم في ألمانيا في شكل مراحل النمو التي مر بها على النحو التالي:

### فترةالإمبراطورية الألمانية(1870–1918)

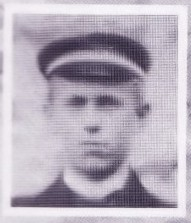
Gymnasium pupils in 1904

المدراس الشعبية، وكان بعضها إلزاميا، وتفاوت تحقيق التعليم الإلزامي وانتشار مدرسة فيها، من دويلة أخرى، وكان التركيز علي الدرسات الدينية، حيث كانت إدارة (المدراس الشعبية), تتولاها الهيئات الدينية.
وفي القرن الثالث عشر أيضا، أنشئ عدد المدارس المتطورة غير الكنسية، وإن كانت تابعة لإشراف الهيئات الدينية، وكانت تقوم بتقديم التربية المهنية للتجار والحرفين. وقد ظهرت (المدارس المتوسطة) استجابة لحاجات المجتمع الصناعي في عام 1872, وكانت مدة الدراسة بها ست سنوات، وبعد اجتياز اختبار قبول للطلاب الملتحقين بها (سن العاشرة). كما أنشئت المدرسة الثانوية الكلاسيكية في عام 1893, وكانت تقوم بتعليم أبناء الطبقات المتمزية، أعدادهم للالتحاق بالجامعات الألمانية وقد تطورت المدارس خلال فترة الامبراطورية.
ومن الملاحظ أن مبادئ تحقيق التعليم العام للجميع قد ظهرت قرب نهاية القرن الثامن عشر. أي إنها بدأت تأخذ طابع التنفيذ خلال فترة الإمبراطورية.
وإذا كانت أول جامعة ألمانية، قد أُقيمت في مدينة براجيو في عام 1348 م، فإنه بنهاية القرن الثامن عشر، كانت هناك اثنتان وأربعون جامعة، يمكن لطلاب المدارس اللاتينية – في المدن – الالتحاق بها.

### فترة جمهورية فايمار (1919–1933)
زاد الاهتمام بالتعليم الثانوي في هذه الفترة، وظهرت (المدرسة الثانوية الألمانية), التي تركز في اهتمامها على اللغة الألمانية والثقافة الألمانية كما أنشئت المدرسة الثانوية الريفية لتمكين أبناء الريفة لتمكين أبناء الريف من استكمال تعليمهم العالي. وكانت هذه الإصلاحات نتيجة لزيادة المطالب الاجتماعية، بإعادة تنظيم التعليم الثانوي، وعدم توجيهه لخدمة أبناء الطبقة الراقية في المجتمع، كما يلاحظ - في هذه الفترة – الاتفاق على إنشاء مدرسة أساسية لجميع التلاميذ في سن من 6 – 10 سنوات، على أن يتم الاختيار من بين تلاميذ هذه المدرسة، للالتحاق بالمدرسة المتوسطة، أو المدارس الثانوية بانوعها.

### فترة الرايخ الثالث (الحكم النازي)(1933–1945)
تميزت هذه الفترة بظهور سياسات تعليمية، وتخضع للفلسفة ونظام الحكم النازي ومركزية الإدارة حيث وضع النظام التعليمي تحت إشراف سلطة وزارة التعليم والثقافة ورعاية الشباب وتقلصت – إلى الحد الأدنى – سلطات الولايات الألمانية على النظام التعليمي. وذلك بهدف تعميق فكرة (نقاء الجنس) الآري لدى الأفراد، الذين سوف يعلمون في ظل أيديولوجية النظام الهتلري. وقد جرت تربية الأطفال – في هذه الفترة – على كراهية الأجانب، وعدم الثقة فيهم، وجري تشجيع الأطفال على تحدي مؤسسات المجتمع التقليدية ومنها سلطة المعلمين، وظهرت مدارس قلاع النظام، ومدارس الفوهر، وهي مدراس تقوم على التربية الحزبية والسياسية وبناء كوادر قيادية، ويمكن أن يوكل إليها الإشراف على نشاطات الحزب، وبضمان ولائها الحزبي وإخلاصها لمبادئ الحركة القومية الاشتركية (النازية).
أدى النمط العنصري، والذي قامت عليه التربية النازية الألمانية، إلى تحقيق انتصارات عسكرية وهزائم إنسانية وتربوية ودمار في البُنى الاقتصادية الأساسية لألمانيا. ولم يتحقق للنظام النازي ما كان يريده رغم أنه وظف النظام التعليمي توظيفا فاعلا في تحقيق أهدافه.

### فترة إعادة التوحيد
أي بعد عام 1990 وحتى الآن.

## إلزامية التعليم
التعليم في ألمانيا إلزامي من سن السادسة وحتى الثامنة عشرة، أي لمدة 12 عاماً. ينبغي على التلاميذ خلال هذه المدة قضاء تسع (وفي بعض الولايات عشر) سنوات دراسية بدوام كامل لأداء إلزامية التعليم العام، وبعد ذلك سنتين دراسيتين في المدرسة المهنية بدوام جزئي لأداء إلزامية التعليم المهني. والتعليم مجاني في جميع المدارس الحكومية. كما أن بعض وسائل التعليم، وعلى رأسها الكتب المدرسية، تقدم للتلاميذ مجاناً أيضاً، أو تعار لهم دون مقابل. وإذا ما أراد التلميذ الاحتفاظ بوسائل التعليم التي يحصل عليها يتوجب عليه دفع جزء من ثمنها يتناسب طرداً مع دخل ذويه.ويكفل القانون الأساسي حق فتح المدارس وإدارتها من قبل أصحابها. لكن المدارس الخاصة تحتاج إلى تراخيص من الدولة إذا كانت تصلح بديلاً للمدارس الحكومية، أي تؤدي وظيفة مماثلة، إلا أنها ولكي تتمتع بصلاحية إجراء الاختبارات ومنح الشهادات حسب التعليمات النافذة في المدارس الحكومية، تحتاج إلى اعتراف السلطات التعليمية بها. وتعتبر المدارس التي ترعاها هيئات أهلية إغناء للحياة التعليمية وتتلقى دعماً مالياً من الولايات. يبلغ عدد هذه المدارس في ألمانيا 2082 مدرسة ويتزايد باطّراد عدد التلاميذ الذين يلتحقون بها.

## نظام التعليم في ألمانيا
توجد دور لرياض الأطفال في ألمانيا، ولكن بعضها قد يدخل ضمن النظام التعليمي في قليل من الولايات أو خارج النظام التعليمي في معظم الولايات الألمانية، ويقوم على إنشاء هذا الدور مؤسسات وهيئات حكومية خاصة أو دينية.
وتعتبر المدراس الأولية في كل الولايات الألمانية هي بداية للنظام التعليمي الرسمي ويطلق على الصفوف الأربعة الأولى مهما بالمدرسة الأساسية وتمتد الدراسة بها إلى الصف السادس في بعض الولايات. ويدرس التلاميذ ثلاث سنوات أو أربع سنوات لإكمال مرحلة التعليم الإجباري.
ثم بعد ذلك توجد المدارس المتوسطة في معظم الولايات وتقبل التلاميذ بعد إتمام الدراسة الإجبارية سواء لمستوى الصف الرابع أو السادس وتستمر الدراسة بها حتى نهاية الصف العاشر ويوجد تشابه المدرسة والمدرسة الثانوية الدنيا في الولايات المتحدة الأمريكية والمدرسة الثانوية الحديثة في إنجلترا.
وتوجد المدرسة الثانوية الأكاديمية وتمتد الدرسة بها من سبع سنوات إلى تسع سنوات ويتم القبول بها بعد اجتياز الطلاب لبعض الاختبارات العلمية والثقافية واختبارات القدرات.
وهناك مدارس أخرى من التعليم الثانوي يقل بها الطلاب بعد إتمام الدراسة بالصف الرابع أو السادس في المناطق الريفية وتوجد المدارس الثانوية المتخصصة للبنات مثل الاقتصاد المنزلي والتدريس به لمدة ثلات سنوات، وتقدم برامج علمية وأكاديمية إلى جانب الاقتصاد المنزلي.
وتوجد مدارس خاصة بالاقتصاد وإدارة الأعمال، ومدة الدراسة بها ثلاث سنوات وتركز الدراسة علي نظم الاقتصاد وإدارة الأعمال وقد تؤهل لمدارس عليا في هذا الإطار.
كما توجد المدراس الفنية وتقبل التلاميذ بعد فترة التعليم الإجباري أو قضاء التعليم في مزاكز التلمذة الصناعية، وهناك المدارس الحرفية التي يقضي بها الطلاب ثلاث سنوات أو أربع سنوات.
استراتيجيات التكامل بين التعليم الثانوي العام والفني في ألمانيا
في ألمانيا فإن اختيارات التلاميذ لمساراتهم التعملية المستقبلية تبدأ في مرحلة مبكرة من حياتهم الدراسية، فبعد قضاء أربع سنوات في المرحلة الابتدائية، ويتم توجيه التلاميذ وتعريفهم بمختلف أنواع التعليم خلال السنتين الدراسيتين الخامسة والسادسة، وسواء كان ذلك في المدارس الأساسية ذات الخمس سنوات أو المتوسطة ذات الست سنوات، وتمهيدا لاختيار المسار الاقتصادي بعد السنة السادسة وبداية من السابعة.
ويعتمد نظام التعليم في ألمانيا علي مبدأ التكامل ما بين التعليم العام والفني وبين الدراسة النظرية والتدريب العملي، ان قنوات التعليم بينهما مفتوحة، وفرص استكمال الدراسة العالية (ما بعد الثانوي) متاحة أمام خريجي التعليم الثانوي الفني.
ويظهر التكامل في المناهج الدراسية من خلال ما يلي:
- التنوع الواسع في التعليم الثانوي، إتاحة المجال لدراسة مود اختيارية فضلا عن المواد الإلزامية.
- تواصل التعليم الثانوي العام بمختلف أنواعه سواء في المدارس الثانوية التي تدرس العلوم الإنسانية، والمدارس الثانوية التي تدرس الرياضيات والعلوم، والمدارس الشاملة بنوعيها التعاونية والتكاملية، وهذه المدارس جميعا ذات مناهج دراسبة تزود التلاميذ بأساسيات المعرفة والعلوم والثقافة العامة.
- تضمن مناهج التعليم الثانوي الفني علوم نظرية، وتطبيقات عملية تؤهل خريجها لمواصلة درستهم العالية أو الالتحاق بسوق العمل.

وتوجد نظم للتعليم المتكامل في ألمانيا منها:
1. نظتم التعليم المزدوج وتتجسد فيه مقومات التعليم الثانوي العام والفني، متضمنة متضمنة مناهجه مواد عامة (رياضيات ولغات وعلوم اجتماعية واقتصاد), ومواد مهنية فضلا عن المواد الاختيارية.
2. توجد مدراس تكميلة مدتها سنة واحدة أو سنتان وتخصص لتأهيل خريجي المدارس الأساسية والمدارس التوسطة لمهن معينة، وفضلا عن مجالات الالتحاق بالجامعات أو المعاهد العليا بعد ممارسة المهن لفترة محددة.
3. نظام الثانوية المتخصصة وهي أحدث نوع من مدارس التعليم المهني والفني وتبل خريجي المرحلة المتوسطة الذين أنهوا عشر سنوات دراسية، ويتم تأهيلهم خلال سنتين للالتحاق بمدارس الهندسة العليا، ويوجد في مناهج السنة الأولى مواد علمية وتخصصية وتدريب في مجال التخصص في المدارس والمصانع، ثم تخصص السنة الثانية للعلوم الأساسية التخصصية، وتضم هذه المدارس تخصصات هندسة وتكنولوجيا واقتصاد وزراعة.

## التعليم الثانوي
سياسات التعليم الثانوي بالدول الأربع المرتبطة باحتيجات سوق العمل في ألمانيا.
وفي ألمانيا تهتم مؤسسات العمل والإنتاج بتطوير التعليم الثانوي وخاصة للفني من خلال:
- تحمل مسؤلية الجانب العلمي في قطاعات العمل والإنتاج ذات العلاقة.
- إتاحة فرصة التدريب الفني في الشركات بِورش تدربية خاصة يشرف عليها مديرون متخصصون علميا وفنيا.
- المساهمة في رسم سياسة التعليم الفني وتخطيط برامج وتنفذيها.
- توفير المؤشرات التي تحدد العلاقة الكمية بين التعليم الثانوي واحتياجات سوق العمل.
- تقوم مؤسسات العمل بتمويل التدريب من خلال صندوق التمويل الذي تتعاون فيه مؤسسات العمل والإنتاج.

آليات مساهمة مؤسسات العمل والإنتاج في تطوير التعليم الثانوي في ألمانيا:
وفي ألمانيا يتم ربط التعليم الثانوي العام والفني بسوق العمل من خلال نظام التعليم المزدوج، فهو أحد البرامج التي تجقق الارتباط العضوي بين التعليم وسوق العمل، حيث يتم التعليم والتدريب في النظام الثنائي من خلال التدريب التلميد لمدة من 3 – 4 أيام في الإسبوع، ويقضي الطالب يوما واحدا أو يومين في المدرسة، وهذا التعليم مدته ثلاث سنوات، " ويشارك سوق العمل في تخطيط هذا التعليم وتنفيذه، ويلتحق به حوالي ثلثي التلاميذ من المدارس الأساسية والمتوسطة والثانوية العامة، وبعد انتهاء مرحلة التعليم الإلزامي (ما لا يقل عن تسع سنوات دراسة) شرطا أساسيا للالتحاق بهذا النظام.
والتعليم الثانوي عامة والفني خاصة في ألمانيا يتميز بشدة ارتباطه باحتياجات سوق العمل وتحديد برامجه وتخصصاته بالبنية الاقتصادية المحلية سواء من خلال التدريب وسوق العمل أو المنطقة الجغرفية ونوعيات البرامج والتخصصات المطلوبة بها، ومن أهم المدارس الثانوية المرتبطة بسوق العمل ما يلي:-
- المدرسة المهنية ومدة الدراسة بها ثلاث سنوات بعد التعليم الإلزامي، وتشمل الدراسة برامج داخلية وبرامج في مواقع العمل والإنتاج.
- المدرسة المهنية العليا وتضمن برامجها 50% دراسة ورش بالمدرسة، و50 % في المصانع والمعامل.
- المدرسة الثانوية الفنية ومدتها ثلاث سنوات وتضم الفوف 11, 12, 13 وبها تخصصات الهندسة والزراعة والاقتصاد المنزلي وغيرها، وتركز علي المعرفة العلمية والتخصصية ويمكن لخرجيها متابعة الدراسة الجامعية بعدها.
- المدرسة العالية المتخصصة ويقبل بها منت اجتاز المرحلة المتوسطة (عشر سنوات) ومدة الدراسة بها سنة أو سنتين أو ثلاث سنوات، وتختص هذه المدرسة بإعداد الفنيين من خريجي الجامعات والمدارس العليا.

## إدارة التعليم وتمويل التعليم في ألمانيا
تضم الجمهورية الألمانية الاتحادية ست عشر ولاية، وكل ولاية بها وزير مسؤول عن التعليم والسياسة التعليمية – في ألمانيا – تنطلق من نفس المبدأ الاتحادي (الفيدرالي) الذي ينص على توزيع الصلاحيات بين الحكومة الاتحادية والولايات الست عشرة وإعطاء هذه الولايات صلاحيات الإشراف على شؤون التعليم. وتتركز مهمة الحكومة الاتحادية في الشؤون التشرعية والمالية والتخطيط التربوي، حيث يؤكد الدستور الألماني الاتحادي على ضرورة التعاون بين الحكومة الاتحادية والولايات الألمانية في ميدان التعليم.
ومن الناحية التنفذية، تقوم لجنة تعرف باسم لجنة الاتحاد للتخطيط التربوي والبحث العلمي, وكذلك مؤتمر وزراء التعليم والثقافة في الولايات، المعروف باسم المؤتمر الدائم لوزير الثقافة في الوليات الألمانية الاتحادية بالعمل على تنسيق العمل التربوي، في إطار النظام التعليمي الألماني وكذا الجماعات وفي تنظيم المنشآت التربوية وتحديد الاتجاهات التربوية ومضمون المناهج الدراسية، والاعتراف بالشهادات الممنوحة وقد ساعد كل ذلك على توفير عروض تربوية ومنشآت تعليمية متشابهة ومتناسقة، وذات كفائة.
وتخضع إدارة النظام التعليمي – في ألمانيا – لنظام يقوم على ثلاثة مستويات
- المستوى الأول: مستوى (القمة) متمثلة في وزارة الثقافة في الولاية.
- المستوى الثاني: (الوسط) يتمثل في الدوائر الإدارية التابعة للمحافظ، أو هيئات المدارس العليا المستقلة، التي يشرف عليها المديرون الحكوميون، والمجالس المدرسية، التي تشرف بدورها على المدارس المهنية
- المستوى الثالث: (القاعدة) تتمثل في الإدارت التعليمية، التي تشرف على المدارس الأساسية والعامة والمدارس المتخصصة ويرأس الإدارة التعليمية (مستشار المدارس).

أي أن التنظيم الإداري يتكون من مدير المدرسة، فمستشار المدراس (مدير التعليم) فالمحافظ، فوزارة الثقافة في كل ولاية من الولايات الألمانية.
وتنص المادة (21) من الدستور الألماني الاتحادي على مساهمة الأحزاب السياسية في ألمانيا، في وضع السياسة التعليمية والتربوية، المعمول بها في البلاد.
ومما تجدر الإشارة إليه أن الألمان قد اختارو النظام التعليمي المتبع في ألمانيا الغربية سواء في سياساته أو إدارته.
وقد واجهت الألمان مشكلات عديدة في بداية إعادة التوحيد، وسرعان ما تم التغلب على معظمها. وما تجدر الإشارة إليه أيضا أن الإدارة التعليمية في ألمانيا لا تضم جهاز توجيه فيدرالي، أو أيّة قيود فيدرالية، في الإدارة التعليمية.

### تمويل التعليم في ألمانيا
يتوزع تمويل التعليم في ألمانيا بين الحكومة الاتحادية والولايات (أكبر نصيب من ميزانية التعليم) وبين بلديات المدن والقرى، وتقوم الولايات بدفع مرتبات ونفقات المعلمين والعاملين، وكذلك البلديات، علما بأن نظام التمويل يقوم على الأسس التالية:
1. لا يجوز لأية ولاية ألمانية فرض أية رسوم مالية على طلبة المدراس العامة.
2. تقوم جميع الولايات بتقديم المواد التعليمة للطلاب مجانا.
3. تخصّص الجهات المسؤولة سيارات لنقل التلاميذ إلى المدرسة والعكس.
4. يحق للطلاب الحصول على مساعدات مالية، بموجب قانون تشجيع التأهيل المعمول به في ألمانيا. (*)

تعد عملية تمويل التعليم في ألمانيا شأن كثير من الدول الغربية الرأسمالية، فهي تعتمد علي الولايات والأقاليم، وبعض الهيئات الحرة الرأسمالية التي تسهم في عملية التمويل، ولكن بنسب مختلفة، وفي نشوء أهدافها ومقدرتها المالية، مع الحرص على سياسة الدولة الألمانية في التعليم.
وتقوم الولايات والأقاليم والجهات المحلية، وبعض الهيئات الحرة بالمساهمة في تمويل التعليم بنسب مختلفة وتختلف نسبة ما تنفقه الولايات الألمانية على التعليم، وفي ضوء ظروف كل ولاية فهناك بعض الولايات التي تقدم دعما ماليا محدودا من ميزانيتها، وهناك بعض الولايات الأخرى التي تدفع دعما ماليا كبيرا، حيث أن ذلك يرتبط بداخل الولاية وحجم الميزانية بها.
ولذلك تخلف إسهامات الولايات في تمويل التعليم والإنفاق عليه من ولاية لأخرى، وتترواح نسبة ما تنفقه بعض الولايات بين 16 % - 40 % من إجمالي ميزانيتها، وتتحمل موازنة التعليم في كل ولاية دفع الأجور للمعلمين ومعاشاتهم، إلى جانب ما تقدمه الحكومة الألمانية من دعم للتعليم باعتباره مسئولية الحكومة.
في حين يقوم الإقليم والمناطق المحلية بتقديم الأموال بغرض توفير الابنية التعليمية، والعمل علي صيانتها، إلى جانب ما يقدم لها من دعم حكومة الولايات الألمانية.
وتقدم بعض الولايات الدعم المالي والمنح في بعض الحالات وللمدارس الحرة وعندما تقرر هذه الولايات إلغاء الرسوم الدراسية التي يدفعها التلاميذ مما يوفر لهذا المدارس دعما ماليا يمكن به سد العجز في ميزانيتها نتيجة إلغاء الرسوم المدرسية.
ولا يوجد في ألمانيا أي ضرائب تعليمية، أي تحصل لصالح التعليم مباشرة، ولكن يحصل التعليم علي مخصصاته التمويلية من خلال الضرائب العامة المحصلة بواسطة حكومات الولايات أو المناطق المحلية.

### أسس الانفاق على التعليم في ألمانيا
1. الاعتماد على السلطات المحلية وحكومات الولايات في توفير ميزانيتها التعليم والصرف عليه.
2. يمول التعليم من الضرائب العامة إلى تحصلها الولايات، وتخصص لصالح التعليم والانفاق عليه.
3. تحصل بعض المدارس على دعم مالي في شكل إعانات ومنح لتعويض العجز في ميزانيتها.

وتقوم الشركات والمصانع بتقديم الماعدات الفنية مثل برامج التدريب المهني والفني للطلاب من أجل إعداد الطلبة للوظائف المختلفة، وتزويدهم بالمهارات والخبرات العملية التي تساعدهم على الالتحاق بسوق العمل.
كما تقدم الحكومة الفيدرالية حوالي 7 % من جملة الإنفاق على التعليم، وبينما تقدم الولايات حوالي 32 %, وتتحمل السلطات المحلية باقي نفقات التعليم التي تصل إلى ما يقرب من 23 %, إلى جانب الأموال العامة، والمساعادات الموقوفة من قبل الجمعيات العلمية.

### مجالات الانفاق على التعليم في ألمانيا
تتحدد أهم أوجه الانفاق على التعليم فيما يلي:
1. دفع رواتب ومكافآت المعلمين والمعاشات المخصصة لهم من خلال حكومات الولايات الألمانية.
2. إنشاء المباني المدرسية، وصيانتها من خلال متقدمة الجهات المحلية.
3. توفير الأجهزة والأدوات الخامات لهذه المدارس.

## وصلات خارجية
- لائحة الجامعات في ألمانيا
- Schulweb.de لائحة المدارس في ألمانيا
- Studieren.de List of courses of study in Germany
- List of schools, universities and educational institutions in Germany
- Caredu.de List and reviews of colleges in Germany
- DAAD.de German Academic Exchange Service
- BildungsServer.de The German education system: basic facts
- SozialHilfe24.de German Federal Law on Support in Education - BAföG
- SozialLeistungen.info German education financing by BAföG
- FZS-Online.org Free union of student bodies (FZS) of Germany
- DW-world.de Germany Announces Short List for Elite Universities
- Online-Bewerbung.org Application-Standards for students and pupils in Germany
- The New Student's Reference Work/German Universities (1916)
- Top Universities in Germany 2010
- List of all schools (separated in type) in Germany